# Molokanen

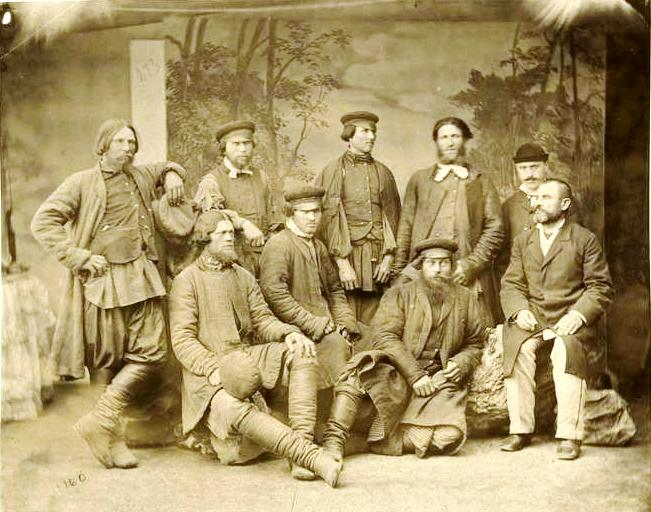
Molokanen

Die Molokanen (russisch Молока́не / Molokane; armenisch Մոլոկաններ / Molokanner; aserbaidschanisch Molokanlar; türkisch Malakanlar), übersetzt Milchtrinker, weil sie an den Fastentagen Milch zu sich nehmen, sind eine Gemeinschaft des spirituellen Christentums, die sich von der Russisch-Orthodoxen Kirche getrennt hat. Ähnliche Abspaltungsbewegungen sind die Duchoborzen und die Subbotniken.
Die Molokanen gelten aus orthodoxer Sicht als protestantenfreundlich und lassen nur die Bibel für ihre Lebensführung gelten. Sie sehen sich in der Nachfolge des Urchristentums. Während ihrer Gottesdienste führt weder ein Priester die Zeremonie durch, noch sind Ikonen gestattet, stattdessen sitzen die Mitglieder der jeweiligen Gemeinde im Kreis um die Ältesten herum und singen gemeinsam Lieder zum Lob Gottes. Sie lehnen den Militärdienst kategorisch ab. Rauchen und Alkohol sind streng verboten.

## Geschichte
Die heutigen Gemeinden stammen aus der zweiten Hälfte des 18. Jahrhunderts. Die Blütezeit der Gemeinschaft fällt etwa in die Jahre 1820 bis 1830, als ihr Haupteinflussgebiet an der mittleren Wolga lag. Sie mussten ab 1830 gemäß einem Plan der zaristischen Regierung in den Süden des Kaukasus auswandern. Das Ziel war, religiös „abtrünnige“ Russen aus den zentralen Regionen Russlands zu vertreiben und gleichzeitig ethnische Russen in Transkaukasien anzusiedeln. Noch heute gibt es einige von Molokanen bewohnte Dörfer in Armenien und in Aserbaidschan.
Nach dem Russisch-Osmanischen Krieg zwischen 1877 und 1878 wurden die Molokanen auch in das durch Russland eroberte Kars, das nach dem Ersten Weltkrieg wieder an die Türkei kam, umgesiedelt. Von hier aus wanderten die meisten in der Mitte des 20. Jahrhunderts in die Vereinigten Staaten und nach Australien aus. Nach den Pogromen gegen die griechischstämmige Bevölkerung Istanbuls im Jahr 1955 kam es in Kars zu Feindseligkeiten gegen die Molokanen, was die verbliebene kleine Minderheit im Jahr 1962 zur Auswanderung ins russische Stawropol bewog. In Kars lebte 2022 nur noch ein Molokane.

## Molokanen in Aserbaidschan
Nach unterschiedlichen Einschätzungen leben heutzutage 2.000 bis 3.000 Molokanen im aserbaidschanischen Dorf Iwanowka. Das Dorf Iwanowka wurde im Jahre 1837 von Iwan Perschin gegründet, der mit anderen Molokanen nach dem Ukas von Nikolai I. nach Transkaukasien verbannt wurde. 1932 entstand in Iwanowka eine kollektive Landwirtschaft, ein sogenannter Kolchos. Der Kolchos in Iwanowka ist der einzige in dieser Art der Verwaltung beibehaltene in der ganzen Republik Aserbaidschan. Das Dorf verfügt über ein Traktor- und Autodepot, Betriebe für Asphaltanlagen, Bauernhöfe für Rinder, Schafe, Geflügel, Schweine, sowie Betriebe für Milch- und Ölproduktion. Es gibt im Dorf zudem eine große Bäckerei, drei landwirtschaftliche Betriebe und eine Menge anderer Geschäfte. Im Dorf existieren zwei Gästehäuser, es gibt einen großen Kulturpalast inklusive Konzertsaal mit einer Kapazität für 700 Besucher.

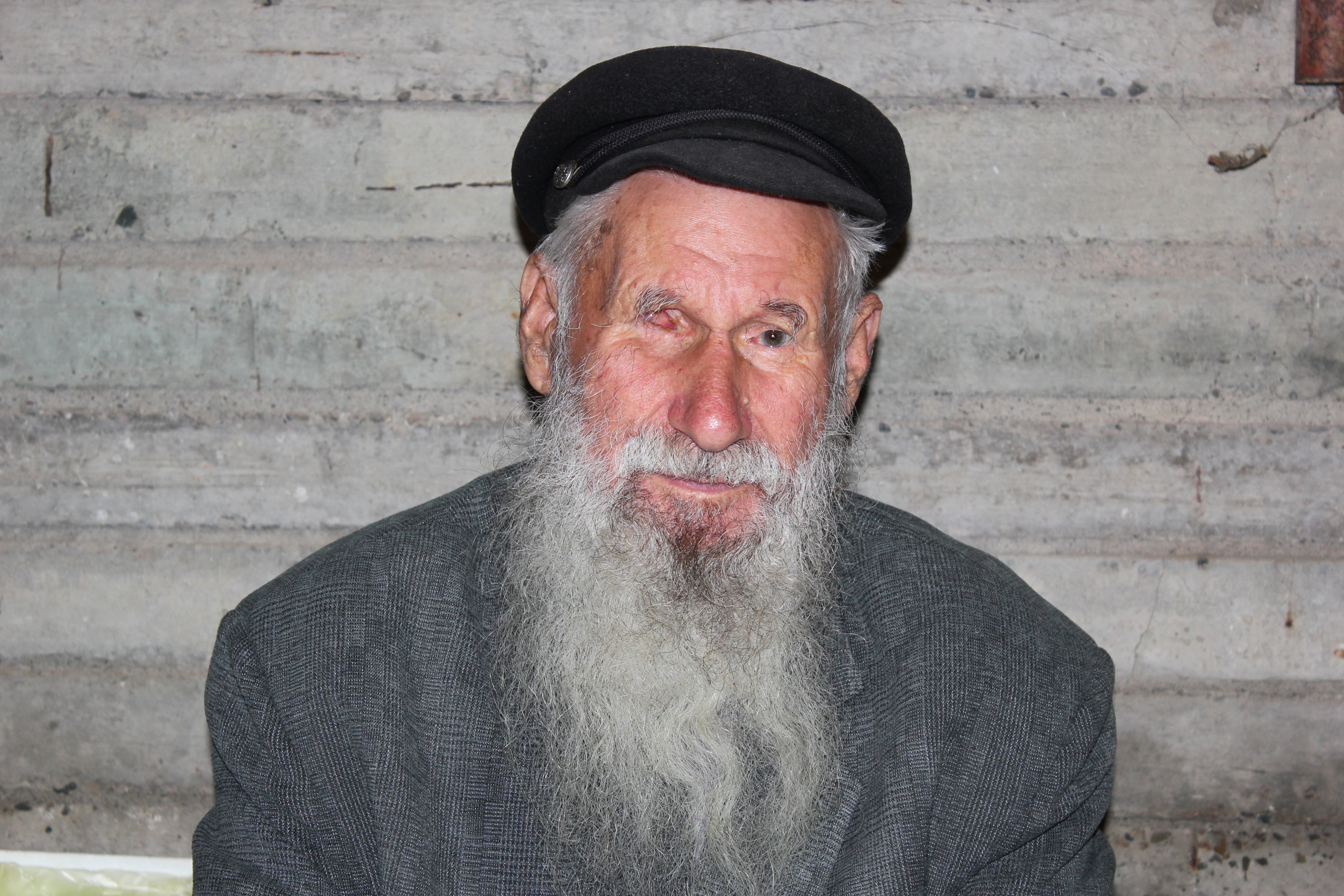
Priester Molokan aus dem Dorf Ivanovka Aserbaidschan